# Webová analytika

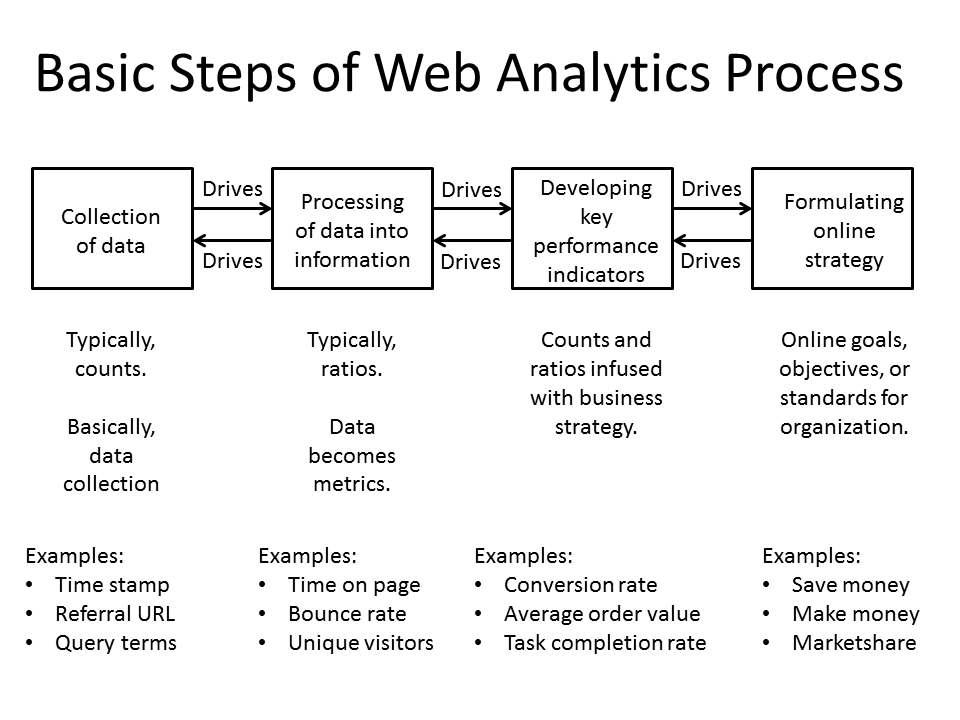
Základní kroky webové analytiky

Webová analytika (z angl. web analytics, též překládáno jako analýza webu) je měření, sběr, sledování a vyhodnocování internetových dat za účelem porozumění a optimalizace webu.
Webová analytika poskytuje dva důležité typy informací: zjišťuje, co se na webových stránkách a jaké úpravy stránek pomohou k tomu, aby byla webová stránka efektivnější. Webová analytika slouží k pochopení chování návštěvníků na stránkách.
Webová analytika je základem strategie pro internetový marketing.

## Využití
Webová analytika se využívá ke zjišťování informací o chování návštěvníků na webových stránkách, například kolik návštěvníků a odkud přichází na web, z jakého přichází zdroje či média, přes jakou stránku na web vstupují, jak se na stránkách pohybují, kam odchází, nebo jaká klíčová slova zadávají do interního vyhledávače.
Sleduje určité charakteristiky, které se dělí na základní a pokročilé. Základní metriky jsou získávány z přehledů. Pokročilé metriky jsou takové, které jsou sledovány po delší dobu a k jejich získání je nutné mít jisté zkušenosti z oblasti internetových analýz a marketingu.

## Metriky
Názvosloví a definice metrik, které se používají ve webové analytice, nejsou definovány na globální úrovni. V praxi to znamená, že se názvosloví metrik a jejich definice mohou u různých nástrojů lišit. Některé organizace jako DAA (Digital Analytics Association) se pokusily metriky webové analytiky přesně definovat.
Mezi ustálené, byť not přesně definované metriky patří:
- Počet návštěvníků: základní metrika pro webovou analytiku.[2] Zachycuje množství uživatelů přicházejících na web a na jednotlivé stránky. Zároveň je možné tyto návštěvníky odlišit dle různých kritérií, například zda se jedná o nového nebo vracejícího se návštěvníka či zda učinil objednávku v e-shopu.
- Zdroj (angl. source): udává, z jakých internetových zdrojů na stránku návštěvníci přichází. Zdrojem může být jiná webová stránka, webový vyhledávač, elektronická pošta, on-line reklama, přímé zadání URL do internetového prohlížeče nebo použití záložky.
- Médium (angl. medium): udává, do které kategorie se zdroj návštěvnosti řadí. Médiem tak může být například placená reklama, organický výsledek vyhledávání, nebo webový referral.

## Příklady nástrojů webové analytiky
K nejčastějším nástrojům webové analytiky patří Google Analytics, dále pak např. WebTrends, SiteCatalyst, Coremetrics, ClickTracks nebo Matomo.

## Webová analytika a e-commerce
Data z webové analytiky pomáhájí e-shopům zvyšovat tržby prostřednictvím optimalizace investic online marketingu, optimalizace obsahu webu a vyhodnocováním marketingových kampaní.  
Nástroje webové analytiky obsahují reporty pro e-shopy, které obsahují informace o úspěšnosti prodejů (celkové tržby, průměrná hodnota objednávky, průměrné množství, konverzní míra). 